# Macy Gray
Macy Gray, född Natalie Renee McIntyre 6 september 1967 i Canton, Ohio, är en amerikansk R&B-sångerska, känd för sin specifika, lite raspiga röst. Förebilder för hennes sångsätt är Billie Holiday och Bette Davis.
Gray har gett ut sex studioalbum, ett best of- och ett livealbum. Från debutalbumet On How Life Is hade hon en hit med låten "I Try". Hon har också medverkat som skådespelerska i ett antal filmer samt producerat skivor.

## Diskografi
- 1999 – On How Life Is
- 2001 – The Id
- 2003 – The Trouble with Being Myself
- 2004 – The Very Best of Macy Gray
- 2005 – Live in Las Vegas
- 2007 – Big
- 2010 – The Sellout
- 2012 – Covered